# Кара-Ой (Иссык-Кульская область)
Кара-Ой (кирг. Кара-Ой, до 1990-х годов — Долинка) — село в Иссык-Кульском районе Иссык-Кульской области Кыргызской Республики. Административный центр и единственный населённый пункт Кара-Ойского айыльного округа. Код СОАТЕ — 41702 215 815 01 0.
В селе, на территории пансионата, «Ак-Бермет», действует комплекс из 7 бассейнов с минерализованной водой («горячие источники»).

## Население
По данным переписи 2009 года, в селе проживал 3061 человек.